# Nepal nos Jogos Olímpicos de Verão de 1980
O Nepal competiu nos Jogos Olímpicos de Verão de 1980 em Moscou, União Soviética.

## Atletismo
100 m masculino
- Raghuraj Onta
  - Eliminatórias — 11.61 (→ não avançou)

10.000 m masculino
- Narbahadur Dahal
  - Eliminatórias — 31:19.8 (→ não avançou)

Maratona masculina
- Baikuntha Manandhar
  - Final — 2:23:51 (→ 37º lugar)

- Mukundahari Shrestha
  - Final — 2:38:52 (→ 45º lugar)

### Boxe
Peso Mosca
- Rabiraj Thapa
  1. Primeira Rodada — Bye
  2. Segunda Rodada — Perdeu para János Váradi (Hungria) após o árbitro encerrar a luta no primeiro round

Peso Galo(54 kg)
- Pushkardhoj Shahi
  1. Primeira Rodada — Bye
  2. Segunda Rodada — Perdeu para Ali ben Maghenia (França) walk-over

Peso Pena (57 kg)
- Narendra Poma
  1. Primeira Rodada — Bye
  2. Segunda Rodada — Perdeu para Sidnei Dalrovere (Brasil) após o árbitro encerrar a luta no primeiro round

Peso Meio-médio Ligeiro(63,5 kg)
- Bishnu Malakar
  1. Primeira Rodada — Perdeu para Ryu Bun-Hwa (Coréia do Norte) após o árbitro encerrar a luta no primeiro round